# Joseph Liouville
Pour les articles homonymes, voir Liouville.
Joseph Liouville, né le 24 mars 1809 à Saint-Omer et mort le 8 septembre 1882 à Paris, est un mathématicien français,.

## Biographie
Joseph Liouville est le fils d'un militaire décoré à la bataille d’Austerlitz et qui, en 1814, établit sa famille à Toul. Il est diplômé de l'École polytechnique (X1825). Deux ans plus tard, il intègre l'École des ponts et chaussées, dont il n'obtient pas le diplôme en raison de problèmes de santé et, surtout, de sa volonté de suivre une carrière académique plutôt qu'une carrière d'ingénieur. Il obtient le doctorat ès sciences mathématiques en 1836 devant la faculté des sciences de Paris sous la direction de Siméon Denis Poisson et Louis Jacques Thénard.
Après quelques années dans diverses institutions comme assistant et comme professeur à l'École centrale (1833, où il est répétiteur depuis 1831), il est nommé professeur à l'École polytechnique en 1838.
À côté de ses réussites académiques, il est un remarquable organisateur. Il fonde, en 1836, le Journal de mathématiques pures et appliquées parfois appelé Journal de Liouville, qui garde sa haute réputation au XXIe siècle. Il publie beaucoup dans ce journal, en son nom ou en utilisant le pseudonyme de « Besge ».
Le 3 juin 1839, il est élu membre de l'Académie des sciences. Et dès 1840, il rejoint le Bureau des longitudes dont il sera président à plusieurs reprises (1843, 1847, 1872).
En 1843, lors d'une conférence à l'Académie des sciences, il réhabilite le mémoire inédit d'Évariste Galois sur les conditions de résolubilité des équations par radicaux, qui avait été soumis à l'Académie en 1831, mais jugé alors incompréhensible par Siméon-Denis Poisson et Sylvestre-François Lacroix. Il est le premier mathématicien  à en reconnaître l'importance. Les résultats de Galois lui sont utiles dans un controverse dans laquelle il est alors engagé avec son confrère mathématicien Guillaume Libri, controverse qui s'inscrit alors dans un contexte plus large de redéfinition de l’algèbre.
Il réussit à faire reconnaître les travaux d'Évariste Galois, en les publiant dans son journal en 1846. Le mathématicien Olry Terquem écrit aussi dans son journal.
Il s'implique brièvement en politique. Il est élu à l’Assemblée constituante en 1848. Cependant, après sa défaite aux élections à la députation en 1849, il n’exerce plus de mandat électoral.
En 1850, il est admis au Collège de France, à la chaire de mathématiques. L'historien Jules Michelet vote pour son admission. Le 21 novembre 1850, il devient « membre étranger » de la Royal Society de Londres. En 1857, il obtient une chaire en mécanique à la Faculté des sciences de Paris. En 1857, il devient « membre étranger » de l'Académie royale des sciences de Suède. En 1870, il est élu Président de l'Académie des sciences. Le 4 août 1875, il est promu au grade de Commandeur de la Légion d'honneur.
Frère du juriste Félix, Joseph Liouville a épousé en 1830 Marie-Louise Balland. Ils ont eu trois filles : Céline, née en 1832, Louise née en 1835, Marie, née en 1845, ainsi qu'un fils : Ernest, né en 1834 et mort sans enfant à l'âge de 47 ans. Celui-ci entra à l'observatoire de Paris en 1853 comme élève astronome avant de suivre des études de droit et de faire une carrière juridique qui le conduisit à un poste de Conseiller à la Cour d'Appel de Nancy.
Deux ans après la mort de son épouse et de son fils, Joseph Liouville meurt en son domicile, 6 rue de Savoie à Paris 6e, le 8 septembre 1882,, et est inhumé au cimetière du Montparnasse (13e division).

## Travaux
Liouville publia dans divers domaines des mathématiques, dont la théorie des nombres, l'analyse complexe, la géométrie différentielle et la topologie différentielle, mais aussi la physique mathématique et même l'astronomie.
Il est particulièrement célèbre pour son théorème d'analyse complexe. En théorie des nombres, il fut le premier à prouver l’existence des nombres transcendants, par une construction utilisant les fractions continues (nombres de Liouville), et démontra son théorème sur les approximations diophantiennes.
En physique mathématique, la théorie de Sturm-Liouville, travail conjoint avec Charles-François Sturm, est maintenant une procédure habituelle pour résoudre certains types d’équations intégrales. Il existe un autre théorème de Liouville, en mécanique hamiltonienne. Il s'est intéressé au problème des valeurs au bord des solutions d'équations différentielles. En 1835, il montre l'existence d'intégrales non élémentaires. En ce qui concerne les intégrales elliptiques, il prouva notamment que les fonctions abéliennes sont transcendantes.

## Hommages

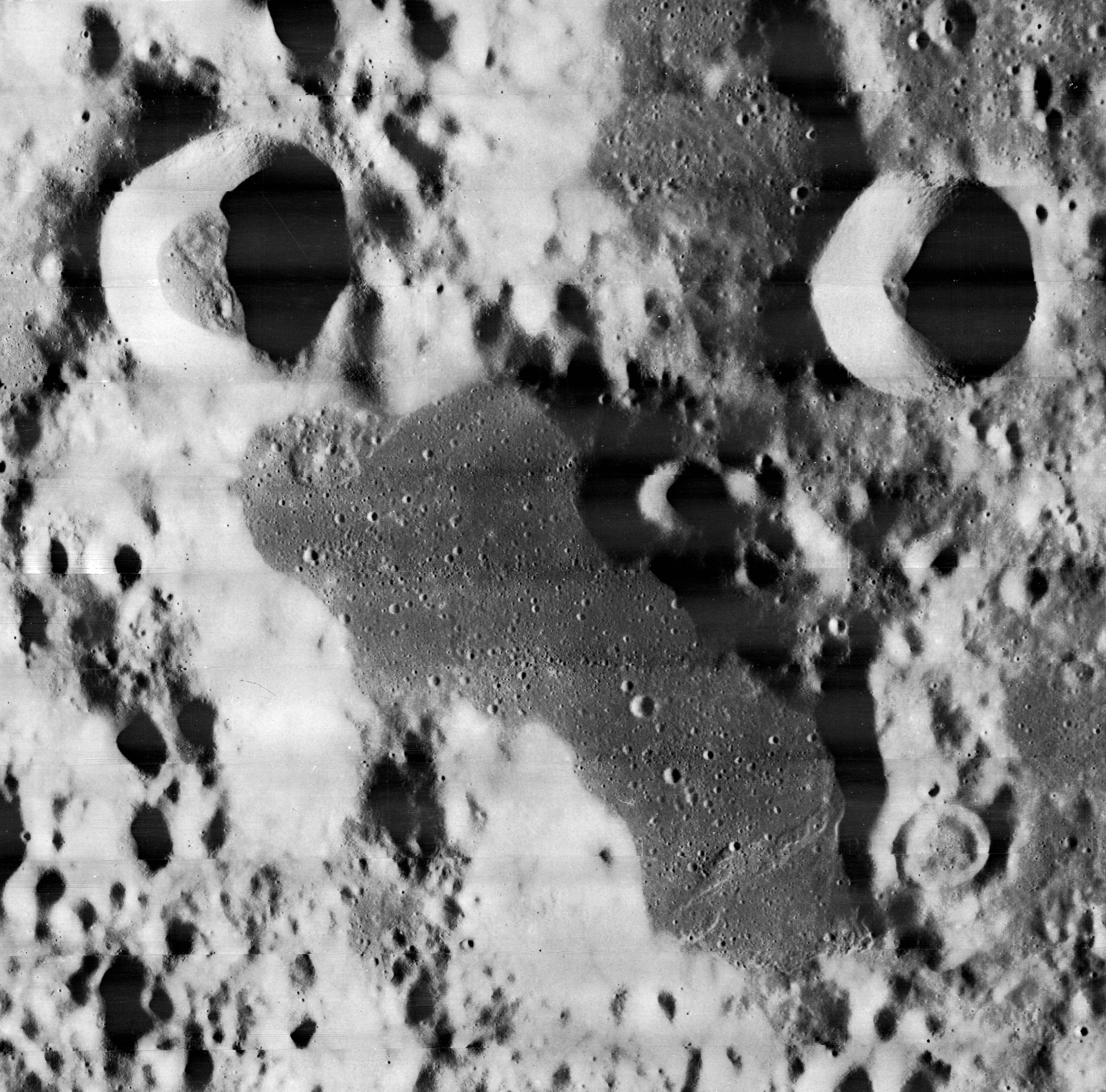
Cratère lunaire Liouville (à droite).

La rue Joseph-Liouville dans le quartier Necker du 15e arrondissement de Paris est nommée ainsi par arrêté municipal du 20 avril 1943.
Un cratère lunaire a été nommé à son nom, en son honneur, en 1973.